# جائزة فرنسا الكبرى للدراجات النارية 1955
جائزة فرنسا الكبرى للدراجات النارية 1955 هو سباق دراجات نارية أقيم بتاريخ 15 مايو 1955. كان الجولة الثانية من أصل 8 في سباق الجائزة الكبرى للدراجات النارية موسم 1955. فاز البريطاني جيف دوك بفئة 500 سي سي بينما جاء الإيطالي يبيرو ليبيراتي في المركز الثاني وحصل على المركز الثالث ريج آرمسترونغ.

## وصلات خارجية
- الموقع الرسمي